# Kilhacka

Kilhacka.

Kilhacka är i gruvdrift en med träskaft försedd hacka, som har blad och spets åt ena eller båda sidor och som har en vikt av 2 till 3 kilogram.
Den användes tidigare allmänt i malmgruvor för att löshugga berget efter bränning eller tillmakning. Kilhackan var ett av de viktigaste verktygen för brytning av stenkol och andra lösare fyndigheter, såväl för utförande av förskrämning som för löshuggning av kol eller malm.